# Confédération brésilienne de basket-ball
La Confédération brésilienne de basket-ball, (CBB) (Confederação Brasileira de Basketball) est une association, fondée en 1933, chargée d'organiser, de diriger et de développer le basket-ball en Brésil.
La CBB représente le basket-ball auprès des pouvoirs publics ainsi qu'auprès des organismes sportifs nationaux et internationaux et, à ce titre, le Brésil dans les compétitions internationales. Elle défend également les intérêts moraux et matériels du basket-ball brésilien. Elle est affiliée à la FIBA depuis 1935, ainsi qu'à la FIBA Amériques.
La CBB organise également le championnat national.